# Le Cœur sur la main (pièce de théâtre)
Le Cœur sur la main est une pièce de théâtre de Loleh Bellon créée le 3 octobre 1980 au Studio des Champs-Élysées.

## Studio des Champs-Élysées,1980
À partir du 3 octobre 1980 au Studio des Champs-Élysées.
- Mise en scène : Jean Bouchaud
- Décors et costumes : André Acquart
- Personnages et interprètes :
  - Marcelle : Suzanne Flon
  - Geneviève : Martine Sarcey
  - Marthe : Madeleine Cheminat
  - Jacques : Alain MacMoy
  - Stéphane : Gilbert Ponté